# Bojačno
Bojačno is een plaats in de gemeente Zagorska Sela in de Kroatische provincie Krapina-Zagorje. De plaats telt 20 inwoners (2001).